# Vorobleaciîn, Iavoriv
Vorobleaciîn (în ucraineană Вороблячин) este un sat în comuna Smolîn din raionul Iavoriv, regiunea Liov, Ucraina.

## Demografie
Componența lingvistică a localității Vorobleaciîn
     Ucraineană (100%)
Conform recensământului din 2001, toată populația localității Vorobleaciîn era vorbitoare de ucraineană (100%).